# Баньоло-дель-Саленто
Баньоло-дель-Саленто (итал. Bagnolo del Salento) — коммуна в Италии, располагается в регионе Апулия, в провинции Лечче.
Население составляет 1884 человека (2008 г.), плотность населения составляет 310 чел./км². Занимает площадь 6 км². Почтовый индекс — 73020. Телефонный код — 0836.
Покровителем коммуны почитается святой Георгий, празднование 23 апреля.

## Демография
Динамика населения:

## Администрация коммуны
- Официальный сайт: